# Golden Globe-díj a legjobb férfi főszereplőnek – zenés film vagy vígjáték
A Golden Globe-díj a legjobb férfi főszereplőnek – filmmusical vagy vígjáték volt az első díj, amit a Hollywoodi Külföldi Tudósítók Szövetsége különválasztott 1951-ben. Korábban csak egy díj került kiosztásra „Best Actor in a Motion Picture” néven, de később különválasztották a dráma és a vígjáték kategóriájú filmekben szereplő színészeket.
2005-től a díj hivatalos neve: „Best Performance by an Actor in a Motion Picture • Musical or Comedy”.
Sacha Baron Cohen eddig[mikor?] az egyetlen olyan színész, aki ugyanazon személy megformálásáért nyerte el többször a díjat.

## Győztesek és jelöltek
Az "Év" oszlopban szereplő évszám az értékelt filmek bemutatási évére utal. A zárójelben megadott díjátadót – ahol ezen filmek színészei közül győztest hirdettek – a következő évben tartották meg.

### 1950-es évek
| Év                | Színész                    | Színész                      | Szerep                          | Magyar cím                      | Eredeti cím        |
| 1950 (8. gála)    |                            |                              |                                 |                                 |                    |
| ----------------- | -------------------------- | ---------------------------- | ------------------------------- | ------------------------------- | ------------------ |
| 1950 (8. gála)    |                            | Fred Astaire                 | Bert Kalmar                     | Három kis szó                   | Three Little Words |
| 1950 (8. gála)    | Dan Dailey                 | William "Bill" Kluggs        |                                 | When Willie Comes Marching Home |                    |
| 1950 (8. gála)    | Harold Lloyd               | Harold Diddlebock            | Mit csinált Diddlebock szerdán? | Mad Wednesday                   |                    |
| 1951 (9. gála)    |                            |                              |                                 |                                 |                    |
|                   | Danny Kaye                 | Jack Martin / Henri Duran    | A Riviérán                      | On the Riviera                  |                    |
| Bing Crosby       | Pete Garvey                |                              | Here Comes the Groom            |                                 |                    |
| Gene Kelly        | Jerry Mulligan             | Egy amerikai Párizsban       | An American in Paris            |                                 |                    |
| 1952 (10. gála)   |                            |                              |                                 |                                 |                    |
|                   | Donald O’Connor            | Cosmo Brown                  | Ének az esőben                  | Singin' in the Rain             |                    |
| Danny Kaye        | Hans Christian Andersen    | Hans Christian Andersen      | Hans Christian Andersen         |                                 |                    |
| Clifton Webb      | John Philip Sousa          |                              | Stars and Stripes Forever       |                                 |                    |
| 1953 (11. gála)   |                            |                              |                                 |                                 |                    |
|                   | David Niven                | David Slater                 |                                 | The Moon Is Blue                |                    |
| 1954 (12. gála)   |                            |                              |                                 |                                 |                    |
|                   | James Mason                | Norman Maine                 | Csillag születik                | A Star Is Born                  |                    |
| 1955 (13. gála)   |                            |                              |                                 |                                 |                    |
|                   | Tom Ewell                  | Richard Sherman              | Hétévi vágyakozás               | The Seven Year Itch             |                    |
| 1956 (14. gála)   |                            |                              |                                 |                                 |                    |
|                   | Cantinflas                 | Passepartout                 | 80 nap alatt a Föld körül       | Around the World in 80 Days     |                    |
| Marlon Brando     | Sakini                     | Teaház az augusztusi holdhoz | The Teahouse of the August Moon |                                 |                    |
| Glenn Ford        | Fisby százados             | Teaház az augusztusi holdhoz | The Teahouse of the August Moon |                                 |                    |
| Yul Brynner       | Mongkut, Sziám királya     | Anna és a sziámi király      | The King and I                  |                                 |                    |
| Danny Kaye        | Hubert Hawkins             | Udvari bolond                | The Court Jester                |                                 |                    |
| 1957 (15. gála)   |                            |                              |                                 |                                 |                    |
|                   | Frank Sinatra              | Joey Evans                   | Fickós Joey                     | Pal Joey                        |                    |
| Maurice Chevalier | Claude Chavasse            | Délutáni szerelem            | Love in the Afternoon           |                                 |                    |
| Glenn Ford        | J. G. Max Siegel hadnagy   |                              | Don't Go Near the Water         |                                 |                    |
| David Niven       | Godfrey Smith              |                              | My Man Godfrey                  |                                 |                    |
| Tony Randall      | Rockwell P. Hunter         |                              | Will Success Spoil Rock Hunter? |                                 |                    |
| 1958 (16. gála)   |                            |                              |                                 |                                 |                    |
|                   | Danny Kaye                 | S. L. Jacobowsky             | Én és az ezredes                | Me and the Colonel              |                    |
| Maurice Chevalier | Honoré Lachaille           | Gigi                         | Gigi                            |                                 |                    |
| Louis Jourdan     | Gaston Lachaille           | Gigi                         | Gigi                            |                                 |                    |
| Clark Gable       | James Gannon               | A nagy riport                | Teacher's Pet                   |                                 |                    |
| Cary Grant        | Philip Adams               | Indiszkrét                   | Indiscreet                      |                                 |                    |
| 1959 (17. gála)   |                            |                              |                                 |                                 |                    |
|                   | Jack Lemmon                | Jerry / Daphne               | Van, aki forrón szereti         | Some Like It Hot                |                    |
| Clark Gable       | Russell Ward               |                              | But Not for Me                  |                                 |                    |
| Cary Grant        | Matt T. Sherman parancsnok | Fehérnemű hadművelet         | Operation Petticoat             |                                 |                    |
| Dean Martin       | Michael Haney              |                              | Who Was That Lady?              |                                 |                    |
| Sidney Poitier    | Porgy                      | Porgy és Bess                | Porgy and Bess                  |                                 |                    |

### 1960-as évek
| Év                   | Színész                                     | Színész                                        | Szerep                                         | Magyar cím                                       | Eredeti cím   |
| 1960 (18. gála)      |                                             |                                                |                                                |                                                  |               |
| -------------------- | ------------------------------------------- | ---------------------------------------------- | ---------------------------------------------- | ------------------------------------------------ | ------------- |
| 1960 (18. gála)      |                                             | Jack Lemmon                                    | C. C. Baxter                                   | Legénylakás                                      | The Apartment |
| 1960 (18. gála)      | Dirk Bogarde                                | Liszt Ferenc                                   |                                                | Song Without End                                 |               |
| 1960 (18. gála)      | Cantinflas                                  | Pepe                                           |                                                | Pepe                                             |               |
| 1960 (18. gála)      | Cary Grant                                  | Victor Rhyall, őrgróf                          | Másutt a fű zöldebb                            | The Grass Is Greener                             |               |
| 1960 (18. gála)      | Bob Hope                                    | Larry Gilbert                                  | Az élet körülményei                            | The Facts of Life                                |               |
| 1961 (19. gála)      |                                             |                                                |                                                |                                                  |               |
|                      | Glenn Ford                                  | Dave                                           | Egy maroknyi csoda                             | Pocketful of Miracles                            |               |
| Fred Astaire         | Pogo Poole                                  |                                                | The Pleasure of His Company                    |                                                  |               |
| Richard Beymer       | Tony                                        | West Side Story                                | West Side Story                                |                                                  |               |
| Bob Hope             | Adam Niles                                  | Agglegény a paradicsomban                      | Bachelor in Paradise                           |                                                  |               |
| Fred MacMurray       | Ned Brainard                                | A szórakozott professzor                       | The Absent-Minded Professor                    |                                                  |               |
| 1962 (20. gála)      |                                             |                                                |                                                |                                                  |               |
|                      | Marcello Mastroianni                        | Ferdinando Cefalù                              | Válás olasz módra                              | Divorzio all'italiana'                           |               |
| Stephen Boyd         | Sam Rawlins                                 |                                                | Billy Rose's Jumbo                             |                                                  |               |
| Jimmy Durante        | Anthony Wonder / Pop                        |                                                | Billy Rose's Jumbo                             |                                                  |               |
| Cary Grant           | Philip Shayne                               | Egy kis ravaszság                              | That Touch of Mink                             |                                                  |               |
| Charlton Heston      | Paul MacDougall százados / Benny / narrátor |                                                | The Pigeon That Took Rome                      |                                                  |               |
| Karl Malden          | Herbie Sommers                              |                                                | Gypsy                                          |                                                  |               |
| Robert Preston       | Harold Hill                                 |                                                | The Music Man                                  |                                                  |               |
| James Stewart        | Roger Hobbs                                 | Mr. Hobbs szabadságra megy                     | Mr. Hobbs Takes a Vacation                     |                                                  |               |
| 1963 (21. gála)      |                                             |                                                |                                                |                                                  |               |
|                      | Alberto Sordi                               | Amedeo Ferretti                                |                                                | Il diavolo                                       |               |
| Albert Finney        | Tom Jones                                   | Tom Jones                                      | Tom Jones                                      |                                                  |               |
| James Garner         | Henry Tyroon                                | A kerékpáros kereskedők                        | The Wheeler Dealers                            |                                                  |               |
| Cary Grant           | Brian Cruikshank                            | Amerikai fogócska                              | Charade                                        |                                                  |               |
| Jack Lemmon          | Nestor Paptu / Lord X                       | Irma, te édes                                  | Irma la Douce                                  |                                                  |               |
| Jack Lemmon          | Mr. Hogan                                   |                                                | Under the Yum Yum Tree                         |                                                  |               |
| Frank Sinatra        | Alan Barker                                 |                                                | Come Blow Your Horn                            |                                                  |               |
| Jonathan Winters     | Lennie Pike                                 | Bolond, bolond világ                           | It's a Mad, Mad, Mad, Mad World                |                                                  |               |
| 1964 (22. gála)      |                                             |                                                |                                                |                                                  |               |
|                      | Rex Harrison                                | Henry Higgins                                  | My Fair Lady                                   | My Fair Lady                                     |               |
| Marcello Mastroianni | Domenico Soriano                            | Házasság olasz módra                           | Matrimonio all'italiana                        |                                                  |               |
| Peter Sellers        | Jacques Clouseau felügyelő                  | A Rózsaszín Párduc                             | The Pink Panther                               |                                                  |               |
| Peter Ustinov        | Arthur Simpson                              | A Topkapi kincse                               | Topkapi                                        |                                                  |               |
| Dick Van Dyke        | Bert / Mr. Dawes Sr.                        | Mary Poppins                                   | Mary Poppins                                   |                                                  |               |
| 1965 (23. gála)      |                                             |                                                |                                                |                                                  |               |
|                      | Lee Marvin                                  | Kid Shelleen / Tim Strawn                      | Cat Ballou legendája                           | Cat Ballou                                       |               |
| Jack Lemmon          | Fate professzor / Hapnick herceg            | Verseny a javából                              | The Great Race                                 |                                                  |               |
| Jerry Lewis          | Robert Reed                                 | Boeing, Boeing!                                | Boeing Boeing                                  |                                                  |               |
| Jason Robards        | Murray Burns                                | Ezer bohóc                                     | A Thousand Clowns                              |                                                  |               |
| Alberto Sordi        | Emilio Ponticelli gróf                      | Azok a csodálatos férfiak a repülő masináikban | Those Magnificent Men in their Flying Machines |                                                  |               |
| 1966 (24. gála)      |                                             |                                                |                                                |                                                  |               |
|                      | Alan Arkin                                  | Yuri Rozanov hadnagy                           | Jönnek az oroszok! Jönnek az oroszok!          | The Russians Are Coming, the Russians Are Coming |               |
| Alan Bates           | Jos Jones                                   |                                                | Georgy Girl                                    |                                                  |               |
| Michael Caine        | Harry Dean                                  | Gyalogáldozat                                  | Gambit                                         |                                                  |               |
| Lionel Jeffries      | Stanley Farquhar                            |                                                | The Spy with a Cold Nose                       |                                                  |               |
| Walter Matthau       | Willie Gingrich                             | Sógorom a zugügyvéd                            | The Fortune Cookie                             |                                                  |               |
| 1967 (25. gála)      |                                             |                                                |                                                |                                                  |               |
|                      | Richard Harris                              | Artúr király                                   | Camelot                                        | Camelot                                          |               |
| Richard Burton       | Petruchio                                   | A makrancos hölgy                              | The Taming of the Shrew                        |                                                  |               |
| Rex Harrison         | Doctor John Dolittle                        | Doktor Dolittle                                | Doctor Dolittle                                |                                                  |               |
| Dustin Hoffman       | Benjamin Braddock                           | Diploma előtt                                  | The Graduate                                   |                                                  |               |
| Ugo Tognazzi         | Sergio Masini                               | Egy erkölcstelen férfi                         | L'immorale                                     |                                                  |               |
| 1968 (26. gála)      |                                             |                                                |                                                |                                                  |               |
|                      | Ron Moody                                   | Fagin                                          | Olivér                                         | Oliver!                                          |               |
| Jack Lemmon          | Felix Ungar                                 | Furcsa pár                                     | The Odd Couple                                 |                                                  |               |
| Walter Matthau       | Oscar Madison                               | Furcsa pár                                     | The Odd Couple                                 |                                                  |               |
| Fred Astaire         | Finian McLonergan                           | Szivárványvölgy                                | Finian's Rainbow                               |                                                  |               |
| Zero Mostel          | Max Bialystock                              | Producerek                                     | The Producers                                  |                                                  |               |
| 1969 (27. gála)      |                                             |                                                |                                                |                                                  |               |
|                      | Peter O’Toole                               | Arthur Chipping                                | Viszlát, Mr. Chips!                            | Goodbye, Mr. Chips                               |               |
| Dustin Hoffman       | John                                        | John és Mary                                   | John and Mary                                  |                                                  |               |
| Lee Marvin           | Ben Rumson                                  | Fesd át a kocsidat!                            | Paint Your Wagon                               |                                                  |               |
| Steve McQueen        | Boon Hogganbeck                             | Zsiványok                                      | The Reivers                                    |                                                  |               |
| Anthony Quinn        | Italo Bombolini                             | Santa Vittoria titka                           | The Secret of Santa Vittoria                   |                                                  |               |

### 1970-es évek
| Év               | Színésznő                                      | Színésznő                          | Szerep                              | Magyar cím               | Eredeti cím |
| 1970 (28. gála)  |                                                |                                    |                                     |                          |             |
| ---------------- | ---------------------------------------------- | ---------------------------------- | ----------------------------------- | ------------------------ | ----------- |
| 1970 (28. gála)  |                                                | Albert Finney                      | Ebenezer Scrooge                    | Scrooge                  | Scrooge     |
| 1970 (28. gála)  | Elliott Gould                                  | John "Trapper" McIntyre százados   | M*A*S*H                             | M*A*S*H                  |             |
| 1970 (28. gála)  | Donald Sutherland                              | Benjamin "Hawkeye" Pierce százados | M*A*S*H                             | M*A*S*H                  |             |
| 1970 (28. gála)  | Richard Benjamin                               | Jonathan Balser                    |                                     | Diary of a Mad Housewife |             |
| 1970 (28. gála)  | Jack Lemmon                                    | George Kellerman                   | Párosban a városban                 | The Out-of-Towners       |             |
| 1971 (29. gála)  |                                                |                                    |                                     |                          |             |
|                  | Hajím Topól                                    | Tevye                              | Hegedűs a háztetőn                  | Fiddler on the Roof      |             |
| Bud Cort         | Harold Chasen                                  | Harold és Maude                    | Harold and Maude                    |                          |             |
| Dean Jones       | Dooley professzor                              | Az egymillió dolláros kacsa        | The Million Dollar Duck             |                          |             |
| Walter Matthau   | Joseph P. Kotcher                              | Csakazértis nagypapa               | Kotch                               |                          |             |
| Gene Wilder      | Willy Wonka                                    | Willy Wonka és a csokigyár         | Willy Wonka & the Chocolate Factory |                          |             |
| 1972 (30. gála)  |                                                |                                    |                                     |                          |             |
|                  | Jack Lemmon                                    | Wendell Armbruster                 | Avanti!                             | Avanti!                  |             |
| Edward Albert    | Don Baker                                      | A pillangók szabadok               | Butterflies Are Free                |                          |             |
| Charles Grodin   | Lenny Cantrow                                  |                                    | The Heartbreak Kid                  |                          |             |
| Walter Matthau   | Pete                                           | Micsoda házasság!                  | Pete 'n' Tillie                     |                          |             |
| Peter O’Toole    | Don Quixote de la Mancha / Miguel de Cervantes | La Mancha lovagja                  | Man of La Mancha                    |                          |             |
| 1973 (31. gála)  |                                                |                                    |                                     |                          |             |
|                  | George Segal                                   | Steve Blackburn                    | Egy kis előkelőség                  | A Touch of Class         |             |
| Carl Anderson    | Iskarióti Júdás                                | Jézus Krisztus szupersztár         | Jesus Christ Superstar              |                          |             |
| Ted Neeley       | Jézus Krisztus                                 | Jézus Krisztus szupersztár         | Jesus Christ Superstar              |                          |             |
| Richard Dreyfuss | Curt Henderson                                 | American Graffiti                  | American Graffiti                   |                          |             |
| Ryan O’Neal      | Moses Pray                                     | Papírhold                          | Paper Moon                          |                          |             |
| 1974 (32. gála)  |                                                |                                    |                                     |                          |             |
|                  | Art Carney                                     | Harry Coombes                      | A macskás öregúr                    | Harry and Tonto          |             |
| Jack Lemmon      | Hildy Johnson                                  | Szenzáció!                         | The Front Page                      |                          |             |
| Walter Matthau   | Walter Burns                                   | Szenzáció!                         | The Front Page                      |                          |             |
| James Earl Jones | Rupert Marshall                                |                                    | Claudine                            |                          |             |
| Burt Reynolds    | Paul "Wrecking" Crewe                          | Hajrá, fegyencváros!               | The Longest Yard                    |                          |             |
| 1975 (33. gála)  |                                                |                                    |                                     |                          |             |
|                  | George Burns                                   | Al Lewis                           | Napsugár fiúk                       | The Sunshine Boys        |             |
| Walter Matthau   | Willy Clark                                    |                                    | Napsugár fiúk                       | The Sunshine Boys        |             |
|                  | Warren Beatty                                  | George Roundy                      | Sampon                              | Shampoo                  |             |
| James Caan       | Billy Rose                                     | Funny Lady                         | Funny Lady                          |                          |             |
| Peter Sellers    | Jacques Clouseau felügyelő                     | A Rózsaszín Párduc visszatér       | The Return of the Pink Panther      |                          |             |
| 1976 (34. gála)  |                                                |                                    |                                     |                          |             |
|                  | Kris Kristofferson                             | John Howard                        | Csillag születik                    | A Star Is Born           |             |
| Mel Brooks       | Mel Funn                                       | Bombasiker                         | Silent Movie                        |                          |             |
| Peter Sellers    | Jacques Clouseau felügyelő                     | A Rózsaszín Párduc újra lecsap     | The Pink Panther Strikes Again      |                          |             |
| Jack Weston      | Gaetano Proclo                                 | A Ritz fürdőház                    | The Ritz                            |                          |             |
| Gene Wilder      | George Caldwell                                | Száguldás gyilkosságokkal          | Silver Streak                       |                          |             |
| 1977 (35. gála)  |                                                |                                    |                                     |                          |             |
|                  | Richard Dreyfuss                               | Elliott Garfield                   | Hölgyem, Isten áldja!               | The Goodbye Girl         |             |
| Woody Allen      | Alvy Singer                                    | Annie Hall                         | Annie Hall                          |                          |             |
| Mel Brooks       | Dr. Richard H. Thorndyke                       | Magasfrász                         | High Anxiety                        |                          |             |
| Robert De Niro   | Jimmy Doyle                                    | New York, New York                 | New York, New York                  |                          |             |
| John Travolta    | Tony Manero                                    | Szombat esti láz                   | Saturday Night Fever                |                          |             |
| 1978 (36. gála)  |                                                |                                    |                                     |                          |             |
|                  | Warren Beatty                                  | Joe Pendleton                      | Ép testben épp, hogy élek           | Heaven Can Wait          |             |
| Alan Alda        | George                                         | Jövőre veled ugyanitt              | Same Time, Next Year                |                          |             |
| Gary Busey       | Buddy Holly                                    | Buddy Holly története              | The Buddy Holly Story               |                          |             |
| Chevy Chase      | Tony Carlson nyomozó                           | Óvakodj a törpétől                 | Foul Play                           |                          |             |
| George C. Scott  | Gloves Malloy / Spats Baxter                   | A papa mozija                      | Movie Movie                         |                          |             |
| John Travolta    | Danny Zuko                                     | Grease                             | Grease                              |                          |             |
| 1979 (37. gála)  |                                                |                                    |                                     |                          |             |
|                  | Peter Sellers                                  | Chance                             | Isten hozta, Mr…                    | Being There              |             |
| George Hamilton  | Drakula gróf                                   | Szerelem első harapásra            | Love at First Bite                  |                          |             |
| Dudley Moore     | George Webber                                  | Bombanő                            | 10                                  |                          |             |
| Burt Reynolds    | Phil Potter                                    | Egy elvált férfi ballépései        | Starting Over                       |                          |             |
| Roy Scheider     | Joe Gideon                                     | Mindhalálig zene                   | All That Jazz                       |                          |             |

### 1980-as évek
| Év                | Színész                                            | Színész                           | Szerep                                          | Magyar cím            | Eredeti cím   |
| 1980 (38. gála)   |                                                    |                                   |                                                 |                       |               |
| ----------------- | -------------------------------------------------- | --------------------------------- | ----------------------------------------------- | --------------------- | ------------- |
| 1980 (38. gála)   |                                                    | Ray Sharkey                       | Vinnie Vacarri                                  | A sztárcsináló        | The Idolmaker |
| 1980 (38. gála)   | Neil Diamond                                       | Yussel Rabinovitch                | Jazz énekes                                     | The Jazz Singer       |               |
| 1980 (38. gála)   | Tommy Lee Jones                                    | Doolittle Mooney Lynn             | A szénbányász lánya                             | Coal Miner's Daughter |               |
| 1980 (38. gála)   | Paul Le Mat                                        | Melvin Dummar                     | Melvin és Howard                                | Melvin and Howard     |               |
| 1980 (38. gála)   | Walter Matthau                                     | Miles Kendig                      | Ipi-apacs                                       | Hopscotch             |               |
| 1981 (39. gála)   |                                                    |                                   |                                                 |                       |               |
|                   | Dudley Moore                                       | Arthur Bach                       | Arthur                                          | Arthur                |               |
| Alan Alda         | Jack Burroughs                                     | A négy évszak                     | The Four Seasons                                |                       |               |
| George Hamilton   | Don Diego Vega / Zorro / Wigglesworth / Ramon Vega | Zorro, a penge                    | Zorro, The Gay Blade                            |                       |               |
| Steve Martin      | Arthur Parker                                      | Filléreső                         | Pennies from Heaven                             |                       |               |
| Walter Matthau    | Dan Snow                                           | …Kinek a bírónő                   | First Monday in October                         |                       |               |
| 1982 (40. gála)   |                                                    |                                   |                                                 |                       |               |
|                   | Dustin Hoffman                                     | Michael Dorsey / Dorothy Michaels | Aranyoskám                                      | Tootsie               |               |
| Peter O’Toole     | Alan Swann                                         | Legkedvesebb évem                 | My Favorite Year                                |                       |               |
| Al Pacino         | Ivan Travalian                                     | Szerző! Szerző!                   | Author! Author!                                 |                       |               |
| Robert Preston    | Caroll "Toddy" Todd                                | Viktor, Viktória                  | Victor Victoria                                 |                       |               |
| Henry Winkler     | Chuck                                              | Éjszakai szolgálat                | Night Shift                                     |                       |               |
| 1983 (41. gála)   |                                                    |                                   |                                                 |                       |               |
|                   | Michael Caine                                      | Frank Bryant                      | Rita többet akar – Szebb dalt énekelni          | Educating Rita        |               |
| Woody Allen       | Leonard Zelig                                      | Zelig                             | Zelig                                           |                       |               |
| Tom Cruise        | Joel Goodson                                       | Kockázatos üzlet                  | Risky Business                                  |                       |               |
| Eddie Murphy      | Billy Ray Valentine                                | Szerepcsere                       | Trading Places                                  |                       |               |
| Mandy Patinkin    | Avigdor                                            | Yentl                             | Yentl                                           |                       |               |
| 1984 (42. gála)   |                                                    |                                   |                                                 |                       |               |
|                   | Dudley Moore                                       | Rob Salinger                      | Micki és Maude, avagy családból is megárt a sok | Micki & Maude         |               |
| Steve Martin      | Roger Cobb                                         | Mindenem a tied                   | All of Me                                       |                       |               |
| Eddie Murphy      | Axel Foley                                         | Beverly Hills-i zsaru             | Beverly Hills Cop                               |                       |               |
| Bill Murray       | Peter Venkman                                      | Szellemirtók                      | Ghostbusters                                    |                       |               |
| Robin Williams    | Vladimir Ivanoff                                   | Moszkva a Hudson partján          | Moscow on the Hudson                            |                       |               |
| 1985 (43. gála)   |                                                    |                                   |                                                 |                       |               |
|                   | Jack Nicholson                                     | Charley Partanna                  | A Prizzik becsülete                             | Prizzi's Honor        |               |
| Jeff Daniels      | Tom Baxter / Gil Sheperd                           | Kairó bíbor rózsája               | The Purple Rose of Cairo                        |                       |               |
| Griffin Dunne     | Paul Hackett                                       | Lidérces órák                     | After Hours                                     |                       |               |
| Michael J. Fox    | Marty McFly                                        | Vissza a jövőbe                   | Back to the Future                              |                       |               |
| James Garner      | Murphy Jones                                       | Murphy románca                    | Murphy's Romance                                |                       |               |
| 1986 (44. gála)   |                                                    |                                   |                                                 |                       |               |
|                   | Paul Hogan                                         | Michael J. "Krokodil" Dundee      | Krokodil Dundee                                 | Crocodile Dundee      |               |
| Matthew Broderick | Ferris Bueller                                     | Meglógtam a Ferrarival            | Ferris Bueller's Day Off                        |                       |               |
| Jeff Daniels      | Charles Driggs                                     | Valami vadság                     | Something Wild                                  |                       |               |
| Danny DeVito      | Sam Stone                                          | Borzasztó emberek                 | Ruthless People                                 |                       |               |
| Jack Lemmon       | Harvey Fairchild                                   | Ilyen az élet                     | That's Life!                                    |                       |               |
| 1987 (45. gála)   |                                                    |                                   |                                                 |                       |               |
|                   | Robin Williams                                     | Adrian Cronauer                   | Jó reggelt, Vietnam!                            | Good Morning, Vietnam |               |
| Nicolas Cage      | Ronny Cammareri                                    | Holdkórosok                       | Moonstruck                                      |                       |               |
| Danny DeVito      | Owen Lift                                          | Dobjuk ki anyut a vonatból!       | Throw Momma from the Train                      |                       |               |
| William Hurt      | Tom Grunick                                        | A híradó sztárjai                 | Broadcast News                                  |                       |               |
| Steve Martin      | C. D. Bales                                        | Roxanne                           | Roxanne                                         |                       |               |
| Patrick Swayze    | Johnny Castle                                      | Dirty Dancing – Piszkos tánc      | Dirty Dancing                                   |                       |               |
| 1988 (46. gála)   |                                                    |                                   |                                                 |                       |               |
|                   | Tom Hanks                                          | Josh Baskin                       | Segítség, felnőttem!                            | Big                   |               |
| Michael Caine     | Lawrence Jamieson                                  | A Riviéra vadorzói                | Dirty Rotten Scoundrels                         |                       |               |
| John Cleese       | Archie Leach                                       | A hal neve: Wanda                 | A Fish Called Wanda                             |                       |               |
| Robert De Niro    | Jack Walsh                                         | Éjszakai rohanás                  | Midnight Run                                    |                       |               |
| Bob Hoskins       | Eddie Valliant                                     | Roger nyúl a pácban               | Who Framed Roger Rabbit                         |                       |               |
| 1989 (47. gála)   |                                                    |                                   |                                                 |                       |               |
|                   | Morgan Freeman                                     | Hoke Colburn                      | Miss Daisy sofőrje                              | Driving Miss Daisy    |               |
| Billy Crystal     | Harry Burns                                        | Harry és Sally                    | When Harry Met Sally...                         |                       |               |
| Michael Douglas   | Oliver Rose                                        | A rózsák háborúja                 | The War of the Roses                            |                       |               |
| Steve Martin      | Gil Buckman                                        | Vásott szülők                     | Parenthood                                      |                       |               |
| Jack Nicholson    | Jack Napier / Joker                                | Batman                            | Batman                                          |                       |               |

### 1990-es évek
| Év                    | Színész                                    | Színész                                      | Szerep                                           | Magyar cím                  | Eredeti cím |
| 1990 (48. gála)       |                                            |                                              |                                                  |                             |             |
| --------------------- | ------------------------------------------ | -------------------------------------------- | ------------------------------------------------ | --------------------------- | ----------- |
| 1990 (48. gála)       |                                            | Gérard Depardieu                             | Georges Fauré                                    | Zöld kártya                 | Green Card  |
| 1990 (48. gála)       | Macaulay Culkin                            | Kevin McCallister                            | Reszkessetek, betörők!                           | Home Alone                  |             |
| 1990 (48. gála)       | Johnny Depp                                | Ollókezű Edward                              | Ollókezű Edward                                  | Edward Scissorhands         |             |
| 1990 (48. gála)       | Richard Gere                               | Edward Lewis                                 | Micsoda nő!                                      | Pretty Woman                |             |
| 1990 (48. gála)       | Patrick Swayze                             | Sam Wheat                                    | Ghost                                            | Ghost                       |             |
| 1991 (49. gála)       |                                            |                                              |                                                  |                             |             |
|                       | Robin Williams                             | Henry "Parry" Sagan                          | A halászkirály legendája                         | The Fisher King             |             |
| Jeff Bridges          | Jack Lucas                                 | A halászkirály legendája                     | The Fisher King                                  |                             |             |
| Billy Crystal         | Mitch Robbins                              | Irány Colorado!                              | City Slickers                                    |                             |             |
| Dustin Hoffman        | Hook kapitány                              | Hook                                         | Hook                                             |                             |             |
| Kevin Kline           | Jeffrey Anderson / Rod Randall             | Folytatásos forgatás                         | Soapdish                                         |                             |             |
| 1992 (50. gála)       |                                            |                                              |                                                  |                             |             |
|                       | Tim Robbins                                | Griffin Mill                                 | A játékos                                        | The Player                  |             |
| Nicolas Cage          | Jack Singer                                | Első állomás: Las Vegas                      | Honeymoon in Vegas                               |                             |             |
| Billy Crystal         | Buddy Young Jr.                            | Mr. Saturday Night                           | Mr. Saturday Night                               |                             |             |
| Marcello Mastroianni  | Joe Meledandri                             | Lestrapált emberek                           | Used People                                      |                             |             |
| Tim Robbins           | Bob Roberts                                | Bob Roberts                                  | Bob Roberts                                      |                             |             |
| 1993 (51. gála)       |                                            |                                              |                                                  |                             |             |
|                       | Robin Williams                             | Daniel Hillard / Mrs. Euphegenia Doubtfire   | Mrs. Doubtfire – Apa csak egy van                | Mrs. Doubtfire              |             |
| Johnny Depp           | Sam                                        | Benny és Joon                                | Benny & Joon                                     |                             |             |
| Tom Hanks             | Sam Baldwin                                | A szerelem hullámhosszán                     | Sleepless in Seattle                             |                             |             |
| Kevin Kline           | Dave Kovic / Bill Mitchell                 | Dave                                         | Dave                                             |                             |             |
| Colm Meaney           | Dessie Curley                              | Méregzsák                                    | The Snapper                                      |                             |             |
| 1994 (52. gála)       |                                            |                                              |                                                  |                             |             |
|                       | Hugh Grant                                 | Charles                                      | Négy esküvő és egy temetés                       | Four Weddings and a Funeral |             |
| Jim Carrey            | Stanley Ipkiss / A Maszk                   | A Maszk                                      | The Mask                                         |                             |             |
| Johnny Depp           | Ed Wood                                    | Ed Wood                                      | Ed Wood                                          |                             |             |
| Arnold Schwarzenegger | Alex Hesse                                 | Junior                                       | Junior                                           |                             |             |
| Terence Stamp         | Ralph / Bernadette Bassenger               | Priscilla, a sivatag királynőjének kalandjai | The Adventures of Priscilla, Queen of the Desert |                             |             |
| 1995 (53. gála)       |                                            |                                              |                                                  |                             |             |
|                       | John Travolta                              | Chili Palmer                                 | Szóljatok a köpcösnek!                           | Get Shorty                  |             |
| Michael Douglas       | Andrew Shepherd                            | Szerelem a Fehér Házban                      | The American President                           |                             |             |
| Harrison Ford         | Linus Larrabee                             | Sabrina                                      | Sabrina                                          |                             |             |
| Steve Martin          | George Banks                               | Örömapa 2.                                   | Father of the Bride Part II                      |                             |             |
| Patrick Swayze        | Vida Boheme                                | Wong Foo, kösz mindent! – Julie Newmar       | To Wong Foo, Thanks for Everything! Julie Newmar |                             |             |
| 1996 (54. gála)       |                                            |                                              |                                                  |                             |             |
|                       | Tom Cruise                                 | Jerry Maguire                                | Jerry Maguire – A nagy hátraarc                  | Jerry Maguire               |             |
| Antonio Banderas      | Ché                                        | Evita                                        | Evita                                            |                             |             |
| Kevin Costner         | Roy "Tökös" McAvoy                         | Fejjel a falnak                              | Tin Cup                                          |                             |             |
| Nathan Lane           | Albert Goldman                             | Madárfészek                                  | The Birdcage                                     |                             |             |
| Eddie Murphy          | Sherman Klump professzor / egyéb szereplők | Bölcsek kövére                               | The Nutty Professor                              |                             |             |
| 1997 (55. gála)       |                                            |                                              |                                                  |                             |             |
|                       | Jack Nicholson                             | Melvin Udall                                 | Lesz ez még így se!                              | As Good as It Gets          |             |
| Jim Carrey            | Fletcher Reed                              | Hanta boy                                    | Liar Liar                                        |                             |             |
| Dustin Hoffman        | Stanley Motss                              | Amikor a farok csóválja…                     | Wag the Dog                                      |                             |             |
| Samuel L. Jackson     | Ordell Robbie                              | Jackie Brown                                 | Jackie Brown                                     |                             |             |
| Kevin Kline           | Howard Brackett                            | A boldogító nem                              | In & Out                                         |                             |             |
| 1998 (56. gála)       |                                            |                                              |                                                  |                             |             |
|                       | Michael Caine                              | Ray Say                                      | Little Voice                                     | Little Voice                |             |
| Antonio Banderas      | Alejandro Murrieta / Zorro                 | Zorro álarca                                 | The Mask of Zorro                                |                             |             |
| Warren Beatty         | Jay Billington Bulworth szenátor           | Bulworth – Nyomd a sódert!                   | Bulworth                                         |                             |             |
| John Travolta         | Jack Stanton kormányzó                     | A nemzet színe-java                          | Primary Colors                                   |                             |             |
| Robin Williams        | Dr. Hunter "Patch" Adams                   | Patch Adams                                  | Patch Adams                                      |                             |             |
| 1999 (57. gála)       |                                            |                                              |                                                  |                             |             |
|                       | Jim Carrey                                 | Andy Kaufman / Tony Clifton                  | Ember a Holdon                                   | Man on the Moon             |             |
| Robert De Niro        | Paul Vitti                                 | Csak egy kis pánik                           | Analyze This                                     |                             |             |
| Rupert Everett        | Lord Arthur Goring                         | A tökéletes férj                             | An Ideal Husband                                 |                             |             |
| Hugh Grant            | William "Will" Thacker                     | Sztárom a párom                              | Notting Hill                                     |                             |             |
| Sean Penn             | Emmet Ray                                  | A világ második legjobb gitárosa             | Sweet and Lowdown                                |                             |             |

### 2000-es évek
| Év                     | Színész                          | Színész                                      | Szerep                                                 | Magyar cím                                     | Eredeti cím                |
| 2000 (58. gála)        |                                  |                                              |                                                        |                                                |                            |
| ---------------------- | -------------------------------- | -------------------------------------------- | ------------------------------------------------------ | ---------------------------------------------- | -------------------------- |
| 2000 (58. gála)        |                                  | George Clooney                               | Ulysses Everett McGill                                 | Ó, testvér, merre visz az utad?                | O Brother, Where Art Thou? |
| 2000 (58. gála)        | Jim Carrey                       | Grincs                                       | A Grincs                                               | How the Grinch Stole Christmas                 |                            |
| 2000 (58. gála)        | John Cusack                      | Rob Gordon                                   | Pop, csajok satöbbi                                    | High Fidelity                                  |                            |
| 2000 (58. gála)        | Robert De Niro                   | Jack Byrnes                                  | Apádra ütök                                            | Meet the Parents                               |                            |
| 2000 (58. gála)        | Mel Gibson                       | Nick Marshall                                | Mi kell a nőnek?                                       | What Women Want                                |                            |
| 2001 (59. gála)        |                                  |                                              |                                                        |                                                |                            |
|                        | Gene Hackman                     | Royal Tenenbaum                              | Tenenbaum, a háziátok                                  | The Royal Tenenbaums                           |                            |
| Hugh Jackman           | Leopold Hausmann                 | Kate és Leopold                              | Kate & Leopold                                         |                                                |                            |
| Ewan McGregor          | Christian                        | Moulin Rouge!                                | Moulin Rouge!                                          |                                                |                            |
| John Cameron Mitchell  | Hedwig Robinson                  | Hedwig és a Mérges Csonk                     | Hedwig and the Angry Inch                              |                                                |                            |
| Billy Bob Thornton     | Terry Lee Collins                | Banditák                                     | Bandits                                                |                                                |                            |
| 2002 (60. gála)        |                                  |                                              |                                                        |                                                |                            |
|                        | Richard Gere                     | Billy Flynn                                  | Chicago                                                | Chicago                                        |                            |
| Nicolas Cage           | Charlie Kaufman / Donald Kaufman | Adaptáció                                    | Adaptation.                                            |                                                |                            |
| Kieran Culkin          | Jason "Igby" Slocumb Jr.         | Minden jöhet                                 | Igby Goes Down                                         |                                                |                            |
| Hugh Grant             | Will Freeman                     | Egy fiúról                                   | About a Boy                                            |                                                |                            |
| Adam Sandler           | Barry Egan                       | Kótyagos szerelem                            | Punch-Drunk Love                                       |                                                |                            |
| 2003 (61. gála)        |                                  |                                              |                                                        |                                                |                            |
|                        | Bill Murray                      | Bob Harris                                   | Elveszett jelentés                                     | Lost in Translation                            |                            |
| Jack Black             | Dewey Finn                       | Rocksuli                                     | School of Rock                                         |                                                |                            |
| Johnny Depp            | Jack Sparrow kapitány            | A Karib-tenger kalózai: A Fekete Gyöngy átka | Pirates of the Caribbean: The Curse of the Black Pearl |                                                |                            |
| Jack Nicholson         | Harry Sanborn                    | Minden végzet nehéz                          | Something's Gotta Give                                 |                                                |                            |
| Billy Bob Thornton     | Willie T. Stokes                 | Tapló télapó                                 | Bad Santa                                              |                                                |                            |
| 2004 (62. gála)        |                                  |                                              |                                                        |                                                |                            |
|                        | Jamie Foxx                       | Ray Charles                                  | Ray                                                    | Ray                                            |                            |
| Jim Carrey             | Joel Barish                      | Egy makulátlan elme örök ragyogása           | Eternal Sunshine of the Spotless Mind                  |                                                |                            |
| Paul Giamatti          | Miles Raymond                    | Kerülőutak                                   | Sideways                                               |                                                |                            |
| Kevin Kline            | Cole Porter                      | De-Lovely – Ragyogó évek                     | De-Lovely                                              |                                                |                            |
| Kevin Spacey           | Bobby Darin                      | A tengeren túlon                             | Beyond the Sea                                         |                                                |                            |
| 2005 (63. gála)        |                                  |                                              |                                                        |                                                |                            |
|                        | Joaquin Phoenix                  | Johnny Cash                                  | A nyughatatlan                                         | Walk the Line                                  |                            |
| Pierce Brosnan         | Julian Noble                     | A matador                                    | The Matador                                            |                                                |                            |
| Jeff Daniels           | Bernard Berkman                  | A tintahal és a bálna                        | The Squid and the Whale                                |                                                |                            |
| Johnny Depp            | Willy Wonka                      | Charlie és a csokigyár                       | Charlie and the Chocolate Factory                      |                                                |                            |
| Nathan Lane            | Max Bialystock                   | Producerek                                   | The Producers                                          |                                                |                            |
| Cillian Murphy         | Patrick "Kitten" Braden          | Reggeli a Plútón                             | Breakfast on Pluto                                     |                                                |                            |
| 2006 (64. gála)        |                                  |                                              |                                                        |                                                |                            |
|                        | Sacha Baron Cohen                | Borat Szaggyijev                             | Borat                                                  | Borat                                          |                            |
| Johnny Depp            | Jack Sparrow kapitány            | A Karib-tenger kalózai: Holtak kincse        | Pirates of the Caribbean: Dead Man's Chest             |                                                |                            |
| Aaron Eckhart          | Nick Naylor                      | Köszönjük, hogy rágyújtott!                  | Thank You for Smoking                                  |                                                |                            |
| Chiwetel Ejiofor       | Lola Carter                      | Mr. Tűsarok                                  | Kinky Boots                                            |                                                |                            |
| Will Ferrell           | Harold Crick                     | Felforgatókönyv                              | Stranger than Fiction                                  |                                                |                            |
| 2007 (65. gála)        |                                  |                                              |                                                        |                                                |                            |
|                        | Johnny Depp                      | Sweeney Todd / Benjamin Barker               | Sweeney Todd, a Fleet Street démoni borbélya           | Sweeney Todd: The Demon Barber of Fleet Street |                            |
| Ryan Gosling           | Lars Lindstrom                   | Plasztik szerelem                            | Lars and the Real Girl                                 |                                                |                            |
| Tom Hanks              | Charlie Wilson                   | Charlie Wilson háborúja                      | Charlie Wilson's War                                   |                                                |                            |
| Philip Seymour Hoffman | Jon Savage                       | Apu vad napjai                               | The Savages                                            |                                                |                            |
| John C. Reilly         | Dewey Cox                        | A lankadatlan – A Dewey Cox sztori           | Walk Hard: The Dewey Cox Story                         |                                                |                            |
| 2008 (66. gála)        |                                  |                                              |                                                        |                                                |                            |
|                        | Colin Farrell                    | Ray                                          | Erőszakik                                              | In Bruges                                      |                            |
| Javier Bardem          | Juan Antonio                     | Vicky Cristina Barcelona                     | Vicky Cristina Barcelona                               |                                                |                            |
| James Franco           | Saul Silver                      | Ananász expressz                             | Pineapple Express                                      |                                                |                            |
| Brendan Gleeson        | Ken Daley                        | Erőszakik                                    | In Bruges                                              |                                                |                            |
| Dustin Hoffman         | Harvey Shine                     | Szerelem második látásra                     | Last Chance Harvey                                     |                                                |                            |
| 2009 (67. gála)        |                                  |                                              |                                                        |                                                |                            |
|                        | Robert Downey Jr.                | Sherlock Holmes                              | Sherlock Holmes                                        | Sherlock Holmes                                |                            |
| Matt Damon             | Mark Whitacre                    | Az informátor!                               | The Informant!                                         |                                                |                            |
| Daniel Day-Lewis       | Guido Contini                    | Kilenc                                       | Nine                                                   |                                                |                            |
| Joseph Gordon-Levitt   | Tom Hansen                       | 500 nap nyár                                 | 500 Days of Summer                                     |                                                |                            |
| Michael Stuhlbarg      | Larry Gopnik                     | Egy komoly ember                             | A Serious Man                                          |                                                |                            |

### 2010-es évek
| Év                   | Színész                     | Színész                          | Szerep                                   | Magyar cím              | Eredeti cím      |
| 2010 (68. gála)      |                             |                                  |                                          |                         |                  |
| -------------------- | --------------------------- | -------------------------------- | ---------------------------------------- | ----------------------- | ---------------- |
| 2010 (68. gála)      |                             | Paul Giamatti                    | Barney Panofsky                          | Barney és a nők         | Barney's Version |
| 2010 (68. gála)      | Johnny Depp                 | Kalapos                          | Alice Csodaországban                     | Alice in Wonderland     |                  |
| 2010 (68. gála)      | Johnny Depp                 | Frank Tupelo                     | Az utazó                                 | The Tourist             |                  |
| 2010 (68. gála)      | Jake Gyllenhaal             | Jamie Randall                    | Szerelem és más drogok                   | Love & Other Drugs      |                  |
| 2010 (68. gála)      | Kevin Spacey                | Jack Abramoff                    | Casino Jack                              | Casino Jack             |                  |
| 2011 (69. gála)      |                             |                                  |                                          |                         |                  |
|                      | Jean Dujardin               | George Valentin                  | The Artist – A némafilmes                | The Artist              |                  |
| Brendan Gleeson      | Gerry Boyle őrmester        | A guardista                      | The Guard                                |                         |                  |
| Joseph Gordon-Levitt | Adam Lerner                 | Fifti-fifti                      | 50/50                                    |                         |                  |
| Ryan Gosling         | Jacob Palmer                | Őrült, dilis, szerelem           | Crazy, Stupid, Love.                     |                         |                  |
| Owen Wilson          | Gil Pender                  | Éjfélkor Párizsban               | Midnight in Paris                        |                         |                  |
| 2012 (70. gála)      |                             |                                  |                                          |                         |                  |
|                      | Hugh Jackman                | Jean Valjean                     | A nyomorultak                            | Les Misérables          |                  |
| Jack Black           | Bernie Tiede                | Börni, az eszelős temetős        | Bernie                                   |                         |                  |
| Bradley Cooper       | Patrizio "Pat" Solitano Jr. | Napos oldal                      | Silver Linings Playbook                  |                         |                  |
| Ewan McGregor        | Dr. Alfred Jones            | Lazacfogás Jemenben              | Salmon Fishing in the Yemen              |                         |                  |
| Bill Murray          | Franklin D. Roosevelt       | A király látogatása              | Hyde Park on Hudson                      |                         |                  |
| 2013 (71. gála)      |                             |                                  |                                          |                         |                  |
|                      | Leonardo DiCaprio           | Jordan Belfort                   | A Wall Street farkasa                    | The Wolf of Wall Street |                  |
| Christian Bale       | Irving Rosenfeld            | Amerikai botrány                 | American Hustle                          |                         |                  |
| Bruce Dern           | Woodrow "Woody" Grant       | Nebraska                         | Nebraska                                 |                         |                  |
| Oscar Isaac          | Llewyn Davis                | Llewyn Davis világa              | Inside Llewyn Davis                      |                         |                  |
| Joaquin Phoenix      | Theodore Twombly            | A nő                             | Her                                      |                         |                  |
| 2014 (72. gála)      |                             |                                  |                                          |                         |                  |
|                      | Michael Keaton              | Riggan Thomson                   | Birdman avagy (A mellőzés meglepő ereje) | Birdman                 |                  |
| Ralph Fiennes        | Monsieur Gustave H.         | A Grand Budapest Hotel           | The Grand Budapest Hotel                 |                         |                  |
| Bill Murray          | Vincent MacKenna            | St. Vincent                      | St. Vincent                              |                         |                  |
| Joaquin Phoenix      | Larry "Doc" Sportello       | Beépített hiba                   | Inherent Vice                            |                         |                  |
| Christoph Waltz      | Walter Keane                | Nagy szemek                      | Big Eyes                                 |                         |                  |
| 2015 (73. gála)      |                             |                                  |                                          |                         |                  |
|                      | Matt Damon                  | Mark Watney                      | Mentőexpedíció                           | The Martian             |                  |
| Christian Bale       | Michael Burry               | A nagy dobás                     | The Big Short                            |                         |                  |
| Steve Carell         | Mark Baum                   | A nagy dobás                     | The Big Short                            |                         |                  |
| Al Pacino            | Danny Collins               | Danny Collins                    | Danny Collins                            |                         |                  |
| Mark Ruffalo         | Cameron Stuart              | Életünk apuval                   | Infinitely Polar Bear                    |                         |                  |
| 2016 (74. gála)      |                             |                                  |                                          |                         |                  |
|                      | Ryan Gosling                | Sebastian Wilder                 | Kaliforniai álom                         | La La Land              |                  |
| Colin Farrell        | David Matthews              | A homár                          | The Lobster                              |                         |                  |
| Hugh Grant           | St. Clair Bayfield          | Florence – A tökéletlen hang     | Florence Foster Jenkins                  |                         |                  |
| Jonah Hill           | Efraim Diveroli             | Haverok fegyverben               | War Dogs                                 |                         |                  |
| Ryan Reynolds        | Wade Wilson / Deadpool      | Deadpool                         | Deadpool                                 |                         |                  |
| 2017 (75. gála)      |                             |                                  |                                          |                         |                  |
|                      | James Franco                | Tommy Wiseau                     | A katasztrófaművész                      | The Disaster Artist     |                  |
| Steve Carell         | Bobby Riggs                 | A nemek harca                    | Battle of the Sexes                      |                         |                  |
| Ansel Elgort         | Miles "Baby"                | Nyomd, Bébi, nyomd               | Baby Driver                              |                         |                  |
| Hugh Jackman         | P. T. Barnum                | A legnagyobb showman             | The Greatest Showman                     |                         |                  |
| Daniel Kaluuya       | Chris Washington            | Tűnj el!                         | Get Out                                  |                         |                  |
| 2018 (76. gála)      |                             |                                  |                                          |                         |                  |
|                      | Christian Bale              | Dick Cheney                      | Alelnök                                  | Vice                    |                  |
| Lin-Manuel Miranda   | Jack                        | Mary Poppins visszatér           | Mary Poppins Returns                     |                         |                  |
| Viggo Mortensen      | Frank "Tony Lip" Vallelonga | Zöld könyv – Útmutató az élethez | Green Book                               |                         |                  |
| Robert Redford       | Forrest Tucker              | Úriember revolverrel             | The Old Man & the Gun                    |                         |                  |
| John C. Reilly       | Oliver Hardy                | Stan és Pan                      | Stan & Ollie                             |                         |                  |
| 2019 (77. gála)      |                             |                                  |                                          |                         |                  |
|                      | Taron Egerton               | Elton John                       | Rocketman                                | Rocketman               |                  |
| Daniel Craig         | Benoit Blanc                | Tőrbe ejtve                      | Knives Out                               |                         |                  |
| Roman Griffin Davis  | Johannes "Jojo" Betzler     | Jojo Nyuszi                      | Jojo Rabbit                              |                         |                  |
| Leonardo DiCaprio    | Rick Dalton                 | Volt egyszer egy Hollywood       | Once Upon a Time in Hollywood            |                         |                  |
| Eddie Murphy         | Rudy Ray Moore              | A nevem Dolemite                 | Dolemite Is My Name                      |                         |                  |

### 2020-as évek
| Év                | Színész                           | Színész                           | Szerep                             | Magyar cím                                | Eredeti cím                |
| 2020 (78. gála)   |                                   |                                   |                                    |                                           |                            |
| ----------------- | --------------------------------- | --------------------------------- | ---------------------------------- | ----------------------------------------- | -------------------------- |
| 2020 (78. gála)   |                                   | Sacha Baron Cohen                 | Borat Szaggyijev                   | Borat utólagos mozifilm                   | Borat Subsequent Moviefilm |
| 2020 (78. gála)   | James Corden                      | Barry Glickman                    | The Prom – A végzős bál            | The Prom                                  |                            |
| 2020 (78. gála)   | Lin-Manuel Miranda                | Alexander Hamilton                | Hamilton                           | Hamilton                                  |                            |
| 2020 (78. gála)   | Dev Patel                         | David Copperfield                 | David Copperfield rendkívüli élete | The Personal History of David Copperfield |                            |
| 2020 (78. gála)   | Andy Samberg                      | Nyles                             | Palm Springs                       | Palm Springs                              |                            |
| 2021 (79. gála)   |                                   |                                   |                                    |                                           |                            |
|                   | Andrew Garfield                   | Jonathan Larson                   | Tick, Tick... Boom!                | Tick, Tick... Boom!                       |                            |
| Leonardo DiCaprio | Randall Mindy                     | Ne nézz fel!                      | Don't Look Up                      |                                           |                            |
| Peter Dinklage    | Cyrano de Bergerac                | Cyrano                            | Cyrano                             |                                           |                            |
| Cooper Hoffman    | Gary Valentine                    | Licorice Pizza                    | Licorice Pizza                     |                                           |                            |
| Anthony Ramos     | Usnavi de la Vega                 | In the Heights – New York peremén | In the Heights                     |                                           |                            |
| 2022 (80. gála)   |                                   |                                   |                                    |                                           |                            |
|                   | Colin Farrell                     | Pádraic Súilleabháin              | A sziget szellemei                 | The Banshees of Inisherin                 |                            |
| Diego Calva       | Manny Torres                      | Babylon                           | Babylon                            |                                           |                            |
| Daniel Craig      | Benoit Blanc                      | Tőrbe ejtve – Az üveghagyma       | Glass Onion: A Knives Out Mystery  |                                           |                            |
| Adam Driver       | Jack Gladney                      | Fehér zaj                         | White Noise                        |                                           |                            |
| Ralph Fiennes     | Julian Slowik                     | A menü                            | The Menu                           |                                           |                            |
| 2023 (81. gála)   |                                   |                                   |                                    |                                           |                            |
|                   | Paul Giamatti                     | Paul Hunham                       | Téli szünet                        | The Holdovers                             |                            |
| Nicolas Cage      | Dr. Paul Matthews                 | Álmaid hőse                       | Dream Scenario                     |                                           |                            |
| Timothée Chalamet | Willy Wonka                       | Wonka                             | Wonka                              |                                           |                            |
| Matt Damon        | Sonny Vaccaro                     | Air – Harc a legendáért           | Air                                |                                           |                            |
| Joaquin Phoenix   | Beau Wasserman                    | Amitől félünk                     | Beau Is Afraid                     |                                           |                            |
| Jeffrey Wright    | Thelonious "Monk" Ellis           | Amerikai irodalom                 | American Fiction                   |                                           |                            |
| 2024 (82. gála)   |                                   |                                   |                                    |                                           |                            |
|                   | Sebastian Stan                    | Edward Lemuel / Guy Moratz        |                                    | A Different Man                           |                            |
| Jesse Eisenberg   | David Kaplan                      | Rokonszenvedés                    | A Real Pain                        |                                           |                            |
| Hugh Grant        | Mr. Reed                          | Eretnek                           | Heretic                            |                                           |                            |
| Gabriel LaBelle   | Lorne Michaels                    | Saturday Night: A kezdetek        | Saturday Night                     |                                           |                            |
| Jesse Plemons     | Robert Fletcher / Daniel / Andrew | A kegyelem fajtái                 | Kinds of Kindness                  |                                           |                            |
| Glen Powell       | Gary Johnson                      | A bérgyilkos, aki nem is volt     | Hit Man                            |                                           |                            |

## Rekordok
| Statisztika                | Név            | Szám szerint | Év                                                         |
| -------------------------- | -------------- | ------------ | ---------------------------------------------------------- |
| Legtöbb díj                | Jack Lemmon    | 3            | 1961, 1962, 1973                                           |
| Legtöbb díj                | Robin Williams | 3            | 1988, 1992, 1994                                           |
| Legtöbb jelölés            | Jack Lemmon    | 10           | 1960, 1961, 1964, 1964, 1966, 1969, 1971, 1973, 1975, 1987 |
| Legtöbb jelölés díj nélkül | Cary Grant     | 5            | 1959, 1960, 1961, 1963, 1964                               |
| Legtöbb jelölés díj nélkül | Steve Martin   | 5            | 1982, 1985, 1988, 1990, 1996                               |